# حقیقت دروغین
حقیقت دروغین (به هندی: Jhutha Sach) فیلمی محصول سال ۱۹۸۴ و به کارگردانی اسماعیل شروف است. در این فیلم بازیگرانی همچون درمندرا، ریکا، آمریش پوری، جوگال هانسراج، آسرانی، لالیتا پاوار، آریونا ایرانی، رندی سوج ایفای نقش کرده‌اند.